# Vireo gracilirostris
Vireo gracilirostris е вид птица от семейство Vireonidae. Видът е почти застрашен от изчезване.

## Разпространение
Видът е разпространен в Бразилия.